# Schnittschutzhose

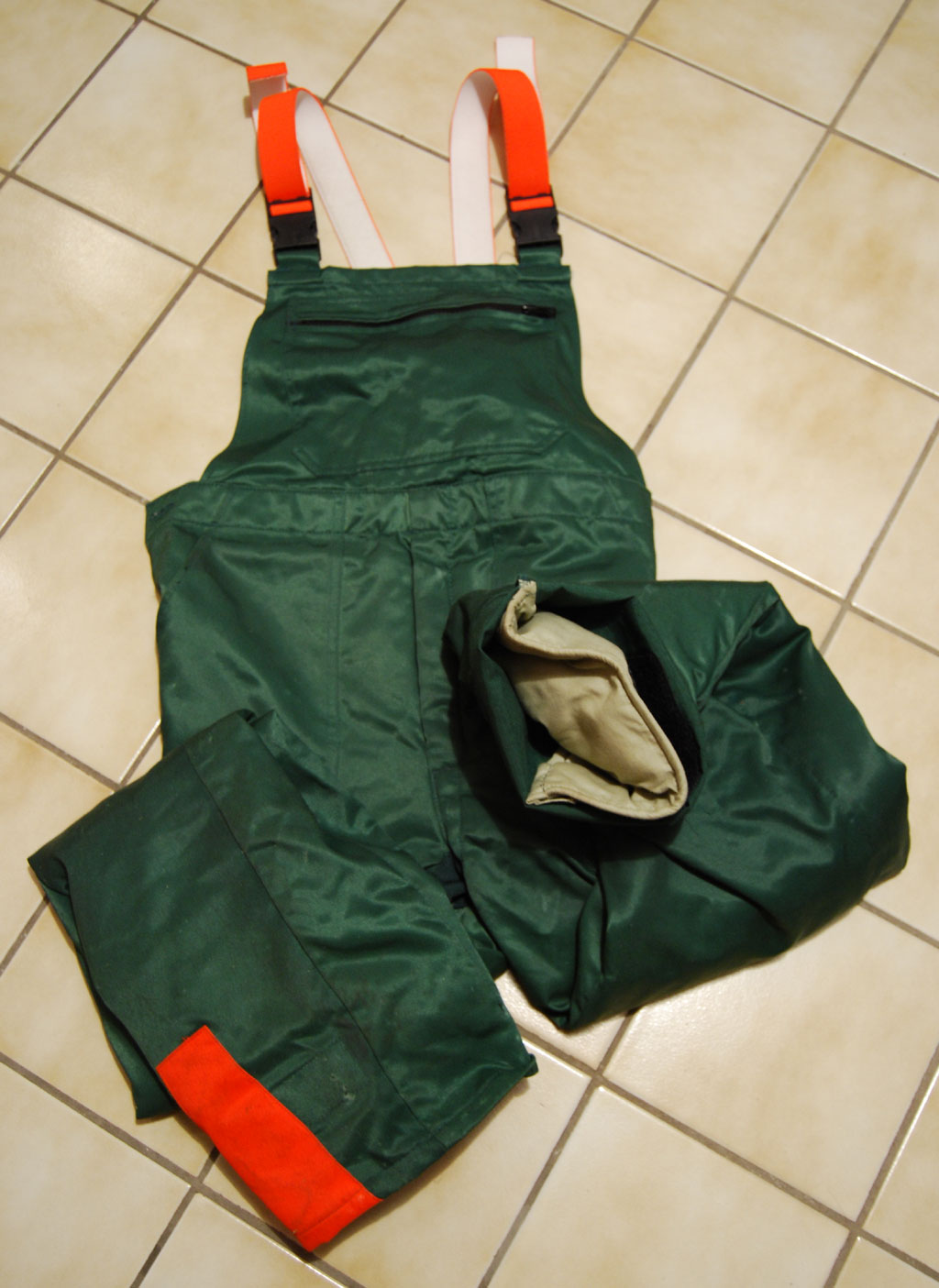
Schnittschutzhose; man erkennt die Schnittschutzeinlage.

Eine Schnittschutzhose ist eine Schutzkleidung für Arbeiten mit Kettensäge oder Motorsense und soll vor Verletzungen im Beinbereich schützen. An den am meisten gefährdeten Stellen im vorderen Beinbereich ist vom Knöchel bis an die Hüfte zwischen den äußeren und inneren Hosenstoffen eine Schicht aus lose verwebten, sehr langen, feinen, reißfesten Fäden eingearbeitet bzw. nur eingelegt.
Sie gehört zur Persönlichen Schutzausrüstung Forst und Feuerwehr.
Bei Berührung zerschneidet die Kette der Kettensäge den Oberstoff und nimmt aus der Schutzschicht die Fäden auf, die sich dann um das Antriebsrad der Kettensäge wickeln und die Maschine in Sekundenbruchteilen blockieren. Einen hundertprozentigen Schutz können natürlich auch Schnittschutzhosen nicht bieten, selbst bei einem glücklich verlaufenen Schnitt ist mit leichten Verletzungen zu rechnen.
Schnittschutzbekleidung wird mit verschiedenen Oberstoffen für unterschiedliche Einsatzzwecke angeboten: Es gibt z. B. Ausführungen aus Mikrofaser, die – bei gleicher Schutzwirkung – deutlich leichter sind, allerdings bei Kontakt mit Dornen oder Stacheldraht beschädigt werden können.

## Formen und Schutzklassen

Piktogramm „Schutz gegen tragbare Kettensägen“

Schnittschutzhosen werden nach EN ISO 11393-2:2020-03 (Schutzkleidung für die Benutzer von handgeführten Kettensägen – Teil 2: Leistungsanforderungen und Prüfverfahren für Beinschützer) definiert.

Es gibt drei Formen für den Beinschutz: Die Formen A und B sind für professionelle Kettensägenführer bei den üblichen Holzerntearbeiten gedacht. Der Schnittschutz ist im Wesentlichen auf die Vorderseiten der Beine beschränkt. Die Form C soll von Personen benutzt werden, die normalerweise nicht oder nur in Ausnahmesituationen mit der Kettensäge tätig werden. Hierbei umfasst der Schutzbereich die Vorder- und Rückseite der Beine (Rundumschutz). Beim Kauf ist darauf zu achten, dass die Schnittschutzausrüstung mit dem Zeichen „KWF-Gebrauchswert“ (Schnittschutzhosen) bzw. „KWF-Test“ (Schnittschutzbeinlinge) und dem Piktogramm „Schutz gegen tragbare Kettensägen“ gekennzeichnet ist.
Einen weiteren Parameter stellt die Schnittschutzklasse der Schnittschutzhose dar:
Klasse 0
16 m/s Kettengeschwindigkeit
Klasse 1
20 m/s Kettengeschwindigkeit (Standard)
Klasse 2
24 m/s Kettengeschwindigkeit
Klasse 3
28 m/s Kettengeschwindigkeit
Bei der Standard-Schutzklasse 1 beträgt die Kettengeschwindigkeit 20 m/s. Verbrennungsmotorisch angetriebene Kettensägen können unter Volllast jedoch weit höhere Kettengeschwindigkeiten erreichen, bei denen der Schnittschutz nicht standhalten kann. Je nach Arbeitseinsatz stellt dieser Schnittschutz also unter Umständen einen Kompromiss zwischen Tragekomfort und Schutzwirkung dar, da sie als Bundhose, Latzhose sowie als Beinlinge oder reiner Vorderbeinschutz (ähnlich Chaps) hergestellt werden.
Waschen, Trocknen, Schmutz und Harz haben Einfluss auf die Alterung von Schnittschutzeinlagen. Untersuchungen haben ergeben, dass zwischen Tragedauer und Abnahme der Schutzwirkung von Schnittschutzhosen ein deutlicher Zusammenhang besteht. Schnittschutzhosen sollten deshalb bei regelmäßiger Nutzung nach einer Tragedauer von 12 bis maximal 18 Monaten ausgetauscht werden. Bei unregelmäßiger Nutzung wie z. B. im Hobbybereich, bei der Feuerwehr und dem THW wird empfohlen die Schnittschutzhosen nach spätestens 5 Jahren zu wechseln.
Reparaturen an einer Schnittschutzhose dürfen niemals die Schutzschicht betreffen. Bei einer Naht durch die Schutzschicht kann das Ausreißen der lose einliegenden Schutzfäden und damit die Schutzfunktion beeinträchtigt oder aufgehoben werden.